# Frederick Stephani
Frederick Stephani (Bonn, 13 giugno 1903 – Los Angeles, 31 ottobre 1962) è stato uno sceneggiatore, regista e produttore cinematografico tedesco.
È ricordato per aver co-scritto e diretto il serial cinematografico Flash Gordon (1936), prodotto dalla Universal Pictures.

## Filmografia parziale

### Sceneggiatore
- All the King's Horses (1935)
- Flash Gordon (1936)
- L'amore è novità (Love Is News) (1937)
- Capriccio di un giorno (We Have Our Moments) (1937)
- Fra due donne (Between Two Women) (1937)
- Sweet Rosie O'Grady (1943) - soggetto
- Accadde nella quinta strada (It Happened on Fifth Avenue) (1947) - soggetto originale
- Rosso il cielo dei balcani (Sofia) (1948)
- Quel meraviglioso desiderio (That Wonderful Urge) (1948) - soggetto
- Prigioniero del male (Johnny Holiday) (1949)
- Forte Algeri (Fort Algiers) (1953) - soggetto
- The Reluctant Bride (1955)
- Capitan Uragano (Bomben auf Monte Carlo) (1960)

### Regista
- Flash Gordon (1936)
- The Ford Television Theatre - serie TV, 4 episodi (1953-1954)
- Frida - serie TV, 4 episodi (1955)
- Waterfront - serie TV, 4 episodi (1955)
- The O. Henry Playhouse - serie TV, 5 episodi (1957)

### Produttore
- La via del possesso (Beg, Borrow or Steal) (1937)
- Love Is a Headache (1938)
- Fast Company (1938)
- Il manoscritto scomparso (Fast and Loose) (1939)
- Fast and Furious (1939)
- And One Was Beautiful (1940)
- Phantom Raiders (1940)
- The Captain Is a Lady (1940)
- Sky Murder (1940)
- Gallant Sons (1940)
- Born to Sing (1942)
- Tarzan a New York (Tarzan's New York Adventure) (1942)
- La giocatrice (She Went to the Races) (1945)
- Prigioniero del male (Johnny Holiday) (1949)